# Styloniscus kermadecensis
Styloniscus kermadecensis is een pissebed uit de familie Styloniscidae. De wetenschappelijke naam van de soort is voor het eerst geldig gepubliceerd in 1911 door Charles Chilton.